# 과테말라 요리

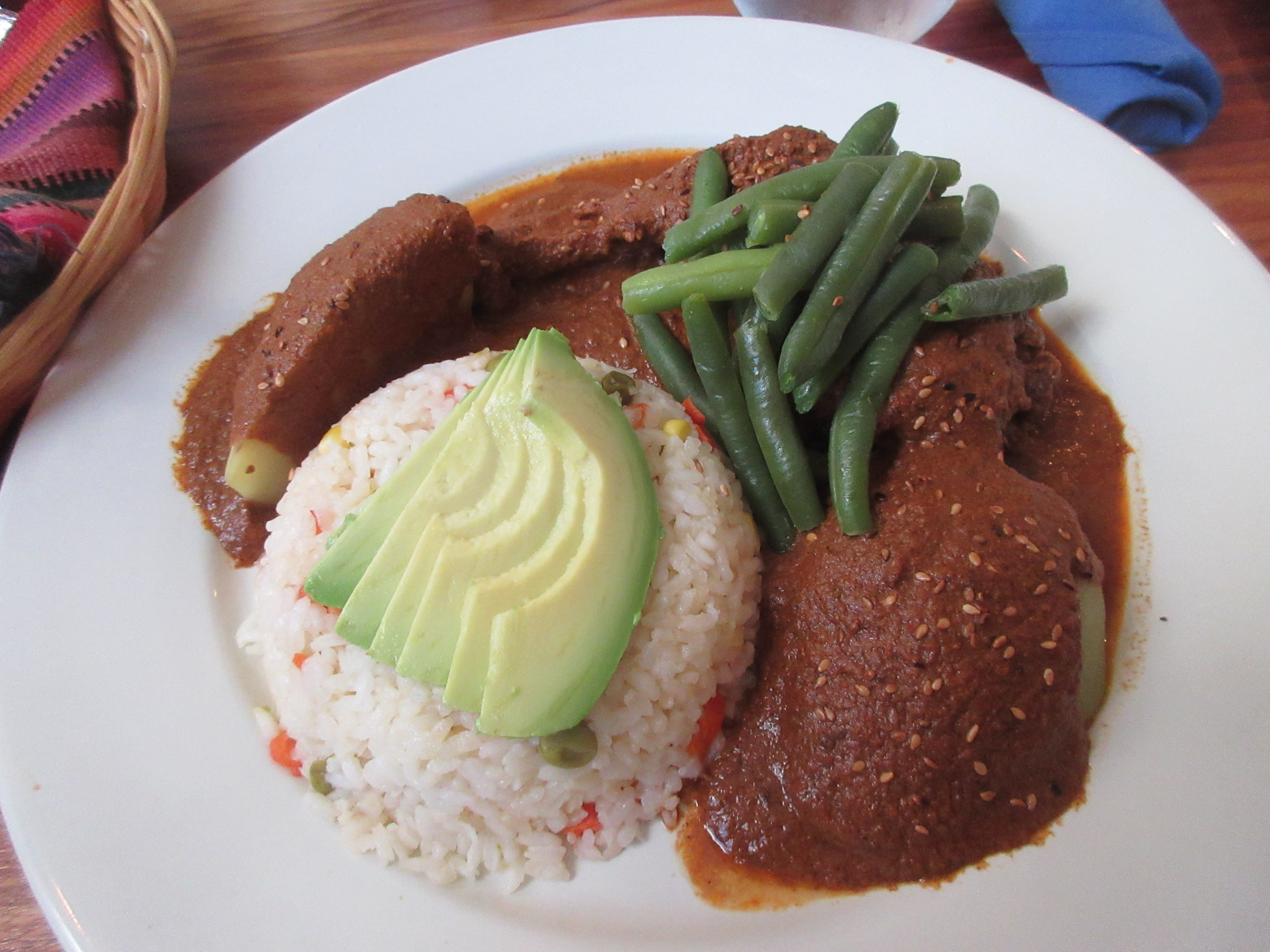
페피안

과테말라 요리(Guatemala 料理, 스페인어: cocina guatemalteca 코시나 과테말테카[*])는 중앙아메리카에 있는 과테말라의 요리이다. 다양한 자연 경관이 어우러지는 과테말라의 환경을 반영한다. 지역에 따라 맛과 음식 형태에 이르기까지 많은 차이가 나타난다. 과테말라 내에는 22개의 자치지구가 있으며 각기 요리의 차이가 나타난다. 예를 들어 안티구아 과테말라의 경우 지역 특산물인 씨앗이나 야자, 코코넛류를 이용하여 우유를 만들어 먹기도 한다. 특별히 이 지역의 사탕은 아주 유명해서 관광객들이 많이 사가기도 한다.

## 개관
많은 전통 음식은 마야 문명 시대부터 내려온 음식 문화를 간직하고 있다. 따라서 옥수수나 콩, 칠리 고추를 많이 쓴다.
특별히 목요일에는 패치스(Paches)라고 하는 멕시코 풍의 타말 요리를 먹는다. 감자로 만들어 먹으며 토요일에는 과테말라식의 타말 요리를 만들어 먹는다.

## 다양한 타말 요리

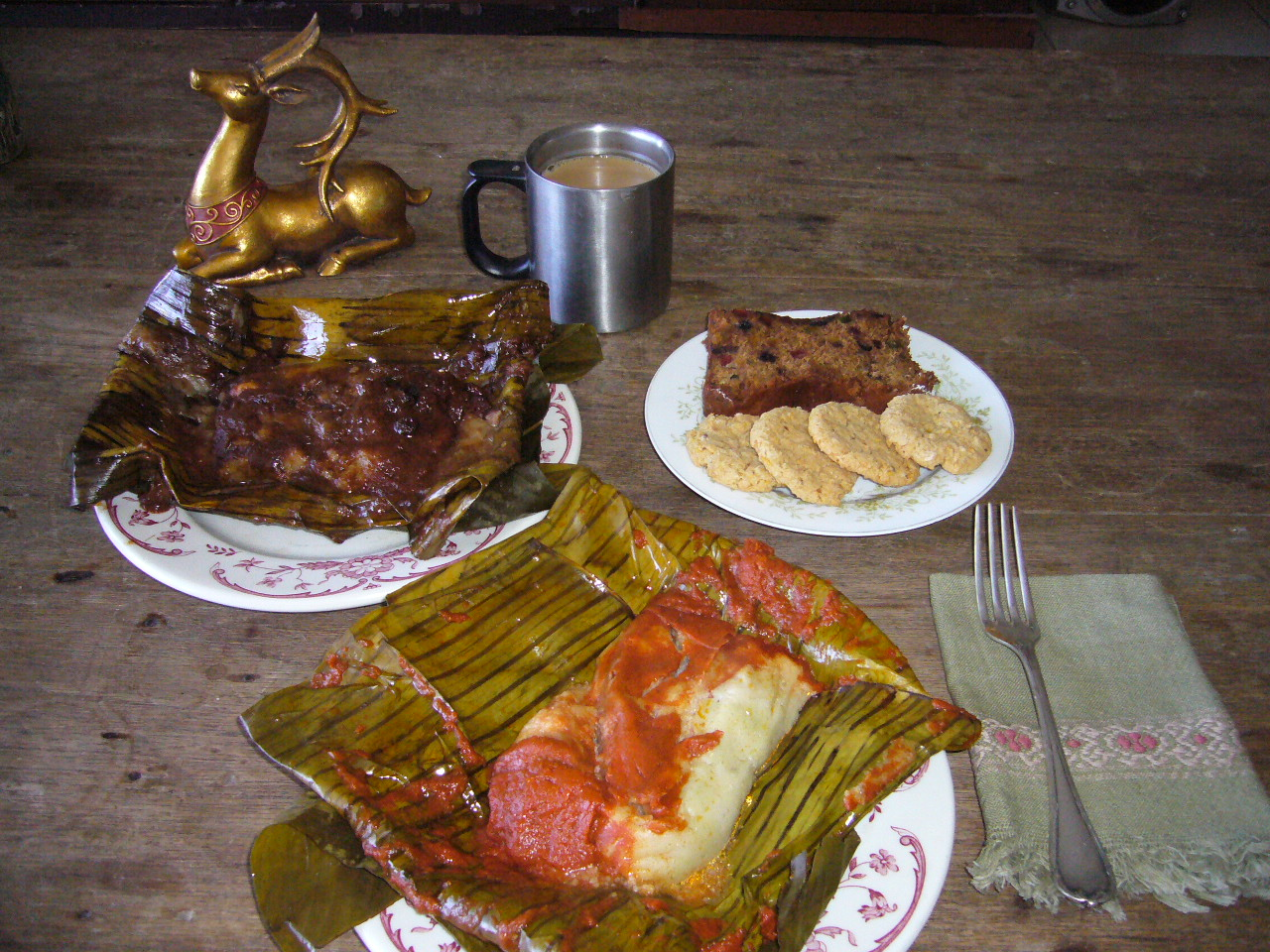

알려진 것만해도 수백종류의 과테말라 고유 타말 요리가 있다. 가장 중요한 것은 옥수수와 쌀, 감자가 주재료라는 것이다. 고기나 사과, 코코넛 등을 주로 사용하며, 그 위를 잎 따위로 싸서 먹는 모습은 흔히 알려져 있다.
- 타말 콜로라도(Tamales colorados) : 빨간 타말. 토마토와 칠리 소스, 각종 씨앗을 넣기 때문에 빨간 빛이 나기 때문이다. 돼지고기나 닭고기, 쇠고기를 볶아서 만든 다음에 바나나 잎으로 감싼다.
- 타말 네그로스(Tamales negros) : 검은 타말. 빨간 타말에 비해 더 톤이 어둡고 맛이 더 단 것이 특징이다. 초콜릿을 더하기 때문에 이런 현상이 나타난다.
- 타말 둘세스(Tamales Dulces) : 단 타말. 특별히 맛이 단 타말을 지칭한다. 과일류를 많이 포함하고 있기 때문으로 고기를 넣지 않는 것이 특징이다.

## 같이 보기
- 라틴 아메리카 요리
- 중앙아메리카 요리